# Madunice
Madunice (em húngaro: Vágmedence) é um município da Eslováquia, situado no distrito de Hlohovec, na região de Trnava. Tem 12 km² de área e sua população em 2018 foi estimada em 2.243 habitantes.

## Demografia
| Ano:        | 1994 | 2004    | 2014   | 2024   |
| ----------- | ---- | ------- | ------ | ------ |
| Broj ljudi: | 1854 | 2040    | 2191   | 2340   |
| Razlika:    |      | +10,03% | +7,40% | +6,80% |

| Ano:               | 2023 | 2024   |
| ------------------ | ---- | ------ |
| Número de pessoas: | 2341 | 2340   |
| Diferença:         |      | -0,04% |